# Digitoxine
Digitoxine is een hartglycoside dat kan geïsoleerd worden uit vingerhoedskruid. Beter bekend onder de handelsnaam digitaline werd het in het verleden vaak gebruikt als medicijn voor hartpatiënten. Later werd het verdrongen door het vergelijkbare digoxine dat op een andere wijze met hydroxylgroepen gebonden is.

## Ontdekking
William Withering (1741-1799) schreef al sinds 1785 over de effecten van digitoxine. Hij schreef in An account of the foxglove and some of it's medical uses het volgende: "It has a power over the motion of the heart, to a degree yet unobserverd in any other medicine, and this power may be converted to salutary ends."

## Bereidingswijze

### Extractie
Digitoxine wordt verkregen door eerst de bladeren en de knoppen van het vingerhoedskruid te drogen en te vermalen. Vervolgens wordt digitoxine door middel van extractie uit de plant gehaald.

### Synthese
Naast de mogelijkheid om digitoxine uit de plant te extraheren zijn er ook nog twee verschillende manieren om het te synthetiseren. De twee routes zijn de koolhydraat benadering door Wiesner. waarbij met 2-deoxy suiker wordt begonnen, en de de-novobenadering door McDonald. waar met TMS-acetylene wordt begonnen.

## Farmaceutisch
Digitoxine wordt voorgeschreven bij hartritmestoornissen, met name bij atrium- of voorkamerfibrillatie. 
Digitoxine versterkt de samentrekking van de hartspier. Het inhibeert de Na+-K+-ATPase waardoor meer natrium in de cel blijft. Indirect wordt hierdoor ook de natrium-calciumuitwisselaar tegengewerkt. Zo stijgen de intracellulaire natrium- en calciumconcentraties en trekt de hartspier sterker samen. Ook kan het gebruikt worden om het hartritme naar beneden te brengen.
Het nadeel van digitoxine is dat het voor 95% gebonden wordt aan de plasma-eiwitten en alleen het vrije molecuul kan de bloedbaan verlaten om zich aan de receptor te binden. Hierdoor is het moeilijk om de goede dosering te bereiken. Ook is het niet te gebruiken bij mensen die het syndroom van Wolff-Parkinson-White hebben. Bij deze patiënten kan de hartslag zo ver oplopen dat het hart ermee stopt.
Een voordeel is dat de hoeveelheid die toegediend moet worden niet afhankelijk is van de werking van de nieren (het is dus ook te gebruiken bij mensen waarbij de nieren niet goed functioneren). Doordat het aan de plasma-eiwitten is gebonden kan het niet door de nieren worden uitgescheiden maar moet het eerst in de lever worden afgebroken.

## Toxiciteit
Digitoxine is een toxische stof die erg moeilijk farmaceutisch toe te passen is. De dosering is hierbij het grootste probleem, omdat er slechts een kleine marge is tussen farmaceutische en toxische dosering. Er is dus ook een hoge mortaliteit aan verbonden. Het wordt langzaam uitgescheiden, waardoor makkelijk een cumulatief effect optreedt wanneer digitoxine toegediend wordt. De elimininatiehalfwaardetijd bedraagt ongeveer 6 dagen.

## Bijwerkingen bij overdosis
Afhankelijk van de aard van de expositie, de concentratie en frequentie van toediening, kunnen bij een overdosis digitoxine verschillende symptomen optreden. De eerste tekens van overdosis zijn anorexia, braken, misselijkheid en diverse GI-effecten.
Deze houden speekselvloed, pijn in de bovenbuik, abdominale pijn, abdominale expansie, diarree, constipatie en gewichtsverlies in.
In latere stadia treden echter nog meer toxische effecten op, die ook terminaal kunnen zijn. Bij acute toxiciteit kan hyperkaliëmie optreden. Deze conditie komt door een te hoge kaliumspiegel in het bloed en kan tot hartritmestoringen leiden. Chronische toxiciteit leidt tot hypokaliëmie.
Ook wordt er in plaats van het verbeteren van de hartslag het tegendeel bereikt en treedt er een aritmie op. Atrioventriculare dissociatie is in dit geval ook mogelijk.

### Andere effecten
Een toxische dosis van hartglycosides kan vertroebeling van het gezichtsveld veroorzaken. Neuritis retrobulbaris (ontsteking van de oogzenuw) is in dit geval de oorzaak. Voorbeelden van visusveranderingen zijn onder andere:
- gedeeltelijke of gehele kleurenblindheid
- fotofobie
- diplopie
- macropsie
- micropsie

Deze veranderingen zijn over het algemeen reversibel zodra het glycoside uit het lichaam verwijderd is.
- Digitoxin in oogdruppels kan hoornvlies-edemen veroorzaken.[5]
- Gynaecomastie kan in mannen geïnduceerd worden.[6]
- Na behandeling met hartglycosiden kan binnen 6-10 dagen na begin van de therapie nog hypersensitiviteit optreden. Dit kan huidirritaties veroorzaken, wat erytheem en huiduitslag inhoudt.

## Trivia
Vermits digitaline lange tijd moeilijk op te sporen en bovendien gemakkelijk verkrijgbaar was, werd het in het verleden soms gebruikt als moordwapen. Zo werd in Luik op 8 juli 1938 Marie Becker (echte naam Marie-Alexandre Petitjean) onder massale (internationale) persbelangstelling veroordeeld voor elf gifmoorden en enkele pogingen tot vergiftiging. Vier jaar lang had de zogenaamde 'Gifmengster van Luik' herhaaldelijk maar ongemerkt digitaline toegevoegd aan de kruidenthee of wijn die zij haar vriendinnen aanbood. De slachtoffers, meestal welgestelde weduwen, stierven telkens een schijnbaar 'natuurlijke dood'. In de pers werd al snel de link gelegd met de gifmoorden ten tijde van de Borgia's.